# Cầu Elisabeth (Budapest)
Cầu Elisabeth (tiếng Hungary: Erzsébet híd) là một trong những cây cầu nổi tiếng ở thủ đô Budapest, Hungary. Cây cầu này bắc qua sông Danube để nối liền giữa hai khu vực Buda và Pest. Tổng chiều dài cầu là 378,6 mét và chiều rộng đạt 27,1 mét. Công trình xây dựng này được đặt theo tên của Hoàng hậu Elisabeth của Đế quốc Áo-Hung.

## Vị trí
Ở hai đầu cầu có hai quảng trường công cộng cùng một số địa danh nổi bật như:
- Quảng trường 15 tháng 3 (Március 15. tér) cùng Nhà thờ Giáo xứ Nội thành (nhà thờ cổ nhất ở Pest có từ thế kỷ 13) và nhà hàng Mátyás Pince (Mátyás Pince Étterem).
- Quảng trường Döbrentei (Döbrentei tér) cùng tượng đài Thánh Gellért trên đồi Gellért ở Buda, tác phẩm điêu khắc của Nữ hoàng Elisabeth, Nhà tắm Rudas và Nhà tắm Rácz.

## Lịch sử
Ban đầu, cầu Elisabeth được xây dựng theo phong cách chiết trung trong giai đoạn năm 1897 - 1903. Tuy nhiên, cây cầu này đã hoàn toàn bị quân Đức phá hủy trong Chiến tranh thế giới thứ hai. Trong giai đoạn năm 1961 - 1964, cầu Elisabeth (hiện nay) được xây dựng lại mà không có bất kỳ chi tiết trang trí nổi bật nào, dựa theo thiết kế của kỹ sư Pál Sávoly. Vì vậy, cầu Elisabeth trở thành cây cầu duy nhất ở Budapest không thể phục hồi lại diện mạo như ban đầu.

## Hình ảnh

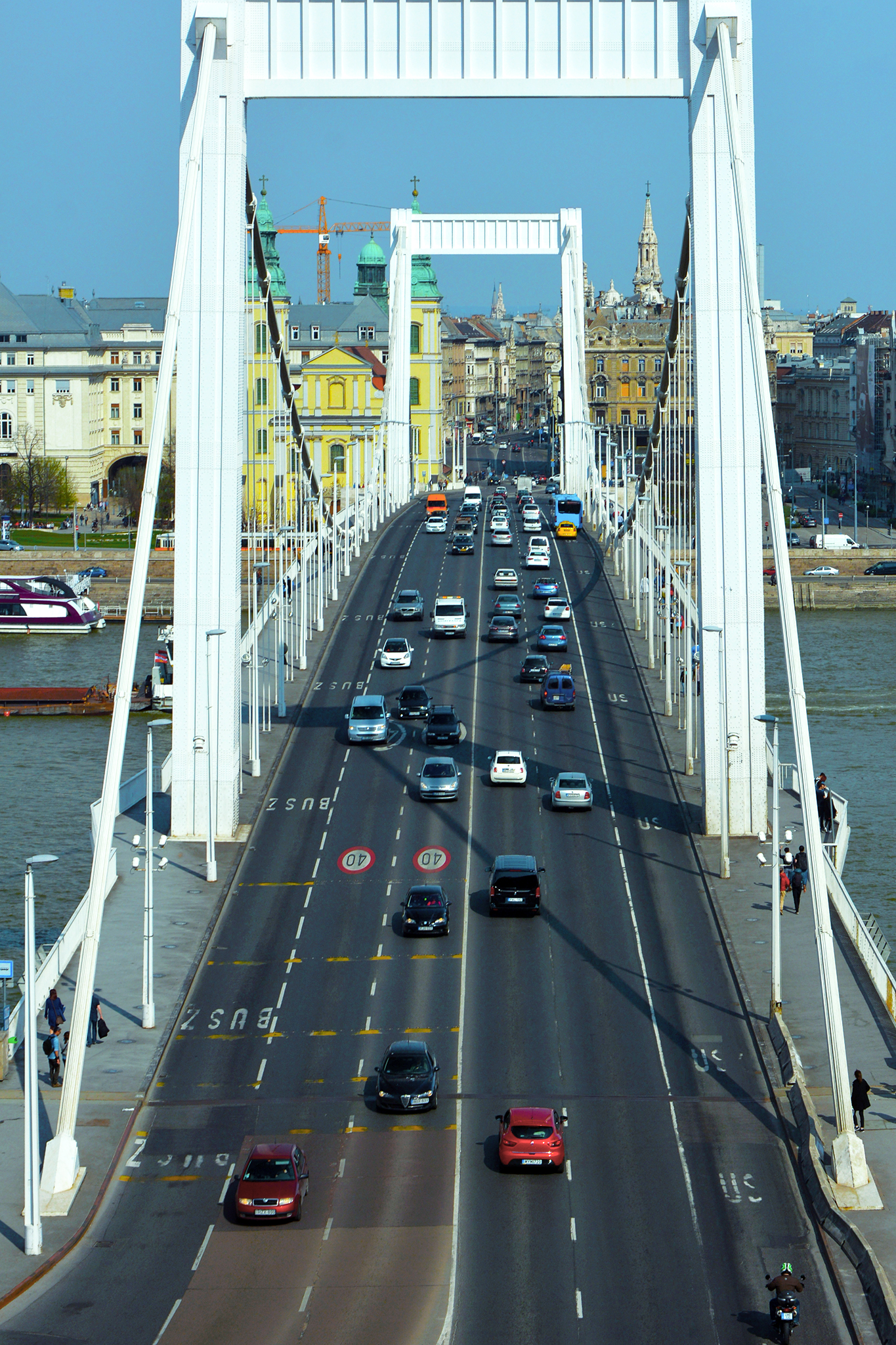
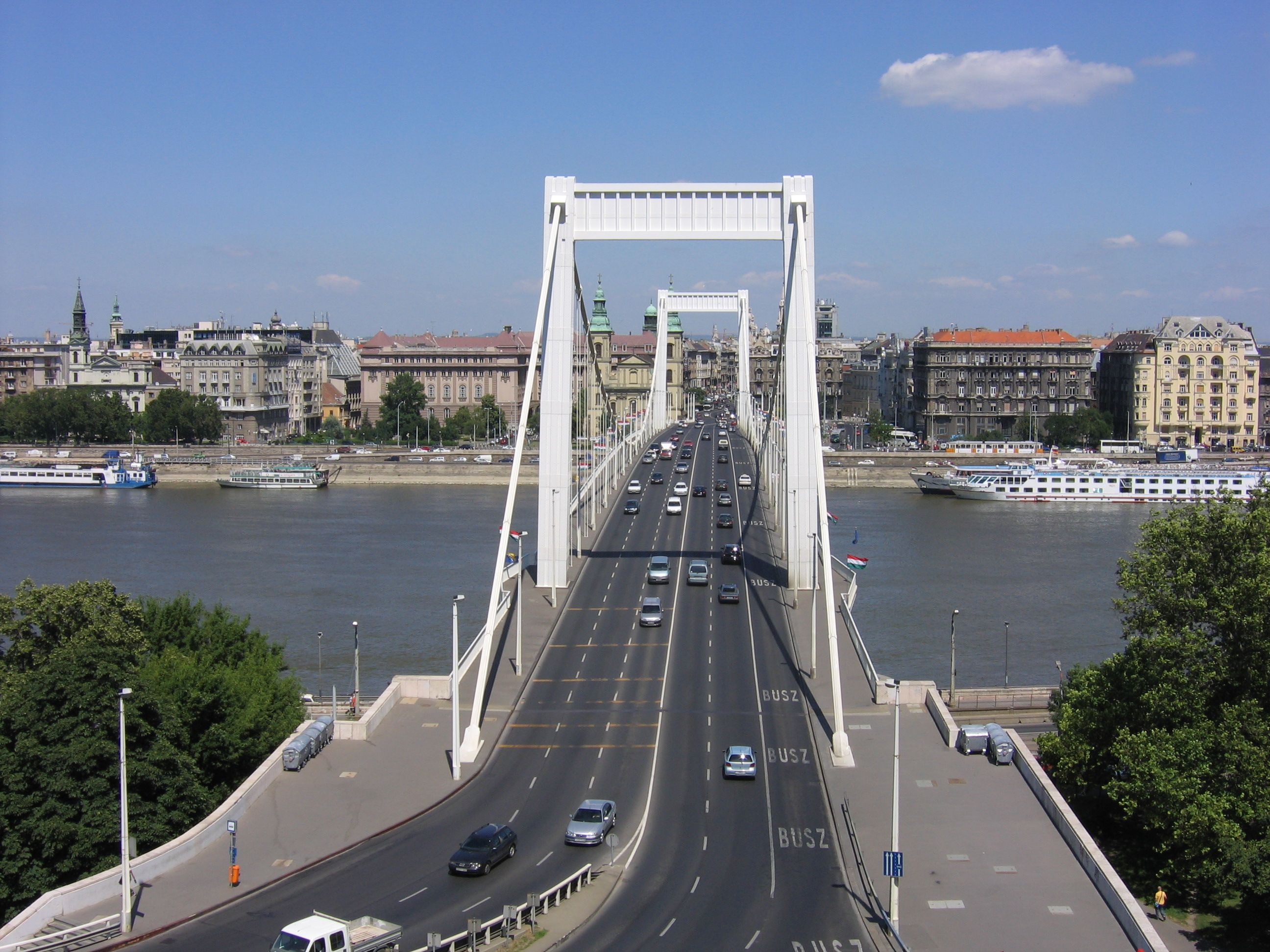
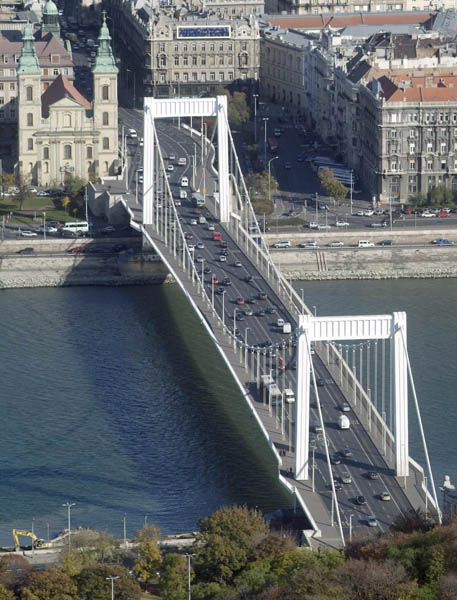